# Cnemaspis flavigaster
Cnemaspis flavigaster là một loài thằn lằn trong họ Gekkonidae. Loài này được Chan & Grismer mô tả khoa học đầu tiên năm 2008.